# Діаріо Ромбе
«Діаріо Ромбе» (ісп. Diario Rombe) — цифрова газета з Екваторіальної Гвінеї, заснована у 2012 році Мокаче Масоко. Базується в Іспанії та вважається найнадійнішим ЗМІ, що виступає проти уряду Теодоро Обіанга Нгеми Мбасого.
Поряд із Facebook, Twitter та опозиційним медіа Radio Macuto, Diario Rombe було заблоковано в країні під час студентських протестів в Екваторіальній Гвінеї у 2015 році. Це також було одне з медіа, яке розкрило «Папери Пандори» у 2021 році.